# Artis Žentiņš
Artis Žentiņš es un deportista letón que compitió en ciclismo en la modalidad de BMX. Ganó una medalla de bronce en el Campeonato Europeo de Ciclismo BMX de 2006.

## Palmarés internacional
| Campeonato Europeo | Campeonato Europeo    | Campeonato Europeo | Campeonato Europeo |
| Año                | Lugar                 | Medalla            | Competición        |
| ------------------ | --------------------- | ------------------ | ------------------ |
| 2006               | Cheddar (Reino Unido) | Medalla de bronce  | Carrera            |